# André Gomes
André Filipe Tavares Gomes (Grijó, Porto, 30 de julio de 1993) es un futbolista portugués que juega como centrocampista en el Lille O. S. C. de la Ligue 1 de Francia.
Es internacional absoluto con la selección portuguesa desde 2014, con la que se ha proclamado campeón de Europa en 2016. Previamente, ha pasado por todas las categorías inferiores de la selección lusa, con las que ha disputado 37 partidos y marcado 7 goles.

## Trayectoria

### S. L. Benfica
Hizo su debut en el primer equipo del S. L. Benfica a los 18 años, el 28 de julio de 2012 en un amistoso contra el Gil Vicente FC, pero pasó su primera temporada compitiendo con el filial.
En el mercado de invierno de la temporada 2013-14, el fondo privado de jugadores Meriton Holdings Limited, propiedad del millonario Peter Lim y su socio Jorge Mendes, compró al S. L. Benfica los derechos económicos del futbolista pagando 10,5 millones de euros por el 70 % de los derechos sobre André Gomes con la intención de traspasarlo al Valencia C. F. comprando la mayoría accionarial del club, pero al no materializarse la compra del club español entonces siguió en Benfica hasta finalizar la temporada junto con su compañero Rodrigo. Poco después el club lisboeta confirmaba en un comunicado oficial que la operación se cerró por el 100 % de los derechos del jugador y la cifra ascendió hasta los 15 millones de euros. En la misma operación se hizo efectivo el traspaso de Rodrigo Moreno, cuya cláusula ascendía a 30 millones más los 15 pagados por André Gomes.
Su primer partido oficial con el S. L. Benfica fue el 18 de octubre de 2012, jugando 25 minutos ante el S. C. Freamunde en la Copa de Portugal, con victoria del Benfica por 4-0. El debut en liga le llegó la semana siguiente, 27 de octubre de 2012, como titular y marcó en la victoria 3-0 ante el Gil Vicente, pero principalmente siguió participando con el equipo filial.
Dicha temporada fue la de mayor éxito del club lisboeta en los últimos años, ya que conquistó la Liga portuguesa, la Copa de Portugal (siendo fundamental marcando en la vuelta de la semifinal contra el FC Oporto) y la Copa de la Liga, además del subcampeonato en la Liga Europa de la UEFA tras eliminar a la Juventus en su propio estadio en semifinales y caer en la final por penaltis frente al Sevilla F. C. tras empatar 0-0.

### Valencia C. F.
El 16 de julio de 2014 se hizo oficial su cesión por una temporada al Valencia Club de Fútbol, con la aprobación del jugador y por deseo expreso del ya propietario del 100% de sus derechos, el fondo de inversión Meriton Holdings Ltd, que se encontraba en negociaciones para adquirir la mayoría accionarial del club valencianista durante un largo proceso de venta, y que finalmente se cerró con éxito para Meriton. Cabe destacar que Peter Lim pudo haber vendido a André Gomes por 18 millones al Manchester United o al Manchester City, recuperando así su inversión de 15 millones que pagó al S. L. Benfica, pero prefirió rechazarlas y seguir con su idea inicial de ver a André Gomes en el club de su propiedad, el Valencia C. F.
Durante la temporada fue titular casi indiscutible junto a Dani Parejo y Javi Fuego en el centro del campo, y anotó su primer gol el 22 de septiembre de 2014 en la 4.ª jornada en el Coliseum Alfonso Pérez, marcando el segundo tanto de la victoria 0-3 del Valencia frente al Getafe C. F. en una espectacular jugada de combinación con Rodrigo y Paco Alcácer. Se convirtió también en habitual en las convocatorias de su selección absoluta con sólo 21 años, y siguió siendo pieza clave del centro del campo valencinista. Su segundo gol fue una obra de arte frente al Atlético de Madrid en Mestalla en un partido épico que venció el Valencia por 3-1. Participó en 37 de los 42 partidos oficiales del equipo entre Liga y Copa, casi todos como titular y sumando un total de cuatro goles, pero desgraciadamente en la penúltima jornada del campeonato, frente al Celta, se lesionó el recto anterior del cuádriceps izquierdo en un lanzamiento a portería y tuvo que ser intervenido quirúrgicamente el 20 de mayo de 2015. Su pronóstico fue de 3 meses de recuperación, pero el equipo alcanzó unos números espectaculares y logró la disputadísima clasificación para la Liga de Campeones.
El 12 de junio se hizo oficial su incorporación definitiva al Valencia C. F. a todos los niveles hasta el año 2020, con una cláusula de resisión que superaba los 100 millones de euros y que podría ir en aumento en función de variables hasta los 150, de este modo el club valencianista lo dejaba blindado.
Su segunda temporada fue más irregular, como la del resto del equipo. Tuvo problemas físicos casi toda la temporada al igual que varios compañeros, pero a pesar de ello participó en 41 partidos oficiales logrando dos goles en Liga (uno en Mestalla contra el Málaga C. F. y otro de ellos en el Santiago Bernabéu), uno en Champions contra el Zenit y otro en Europa League contra el Rapid, además de siete asistencias de gol. Su juventud y potencial le sirvieron para ir seleccionado con la selección de fútbol de Portugal que se proclamó campeona de la Eurocopa 2016.

### F. C. Barcelona
El 21 de julio de 2016 el Fútbol Club Barcelona anuncia el fichaje de André Gomes, a cambio de 35 millones de euros más 20 en variables. El jugador portugués supuso el cuarto refuerzo para el Barça 2016-17 tras las incorporaciones de Denis Suárez, Umtiti y Digne a las órdenes de Luis Enrique. El fichaje se acordó entre el máximo accionista valencianista Peter Lim, su director deportivo Jesús García Pitarch, el representante Jorge Mendes y el director deportivo culé Robert Fernández.
Marcó su primer gol con el club el 19 de marzo de 2017 en la victoria por 4-2 a su exequipo, el Valencia C. F., en la jornada 28.ª.
En marzo de 2018 reconoció en una entrevista a la revista Panenka que sufría de fobias que le impedían rendir al altísimo nivel que se esperaba de él. La respuesta de la afición barcelonista fue muy positiva en el siguiente encuentro que disputó el jugador.

### Everton F. C. y Lille O. S. C.
El 9 de agosto de 2018 se confirmó su cesión una temporada por 2,25 millones de euros al Everton Football Club. El 2 de febrero marcó su primer gol en la Premier League ante el Wolverhampton Wanderers, aunque no pudo evitar la derrota de su equipo por 1-3. El 25 de junio de 2019 fue traspasado a dicho club a cambio de 25 millones de euros más variables. El 3 de noviembre del mismo año sufrió una lesión de fractura del tobillo derecho en un partido contra el Tottenham Hotspur tras una falta de Son Heung-min y un posterior choque con Serge Aurier. Regresó a los terrenos de juego el 23 de febrero de 2020 jugando la última media hora de la derrota 3-2 ante el Arsenal F. C.
El 1 de septiembre de 2022 se marchó al fútbol francés después de ser cedido al Lille O. S. C. Posteriormente regresó a Liverpool, donde estuvo hasta que expiró su contrato al término de la temporada 2023-24. Entonces estuvo un par de meses sin equipo y en septiembre volvió al Lille O. S. C.

## Selección nacional

### Categorías inferiores
Ha sido internacional con todas las categorías inferiores de la selección de fútbol de Portugal. Participó en el Campeonato Europeo de la UEFA Sub-19 2012 donde anotó 2 goles, uno de ellos en el empate 3-3 frente a la selección española, que terminó ganando el campeonato. Pasó a ser un habitual en las convocatorias de la selección sub-21 portuguesa.

### Selección absoluta
Con solo 19 años fue convocado por primera vez con la selección absoluta por el seleccionador Paulo Bento para el partido amistoso ante Ecuador disputado el 6 de febrero de 2013 en Guimarães, pero no llegó a debutar.
El 29 de agosto de 2014, ya militando en el Valencia, con 21 años fue convocado de nuevo para la selección absoluta por Fernando Santos para enfrentarse a Albania en la fase de clasificación para la Eurocopa 2016, El partido se disputó el 7 de septiembre de 2014 en el Estadio Municipal de Aveiro (Portugal) con André Gomes de titular y terminó con derrota 0-1 favorable a Albania. Siguió formando parte de las siguientes convocatorias de Fernando Santos para la selección absoluta.
Desde aquel debut ha participado en 29 partidos, siendo un fijo en las convocatorias absolutas de Fernando Santos durante el año 2016. Entró en la convocatoria para la Eurocopa 2016 participando en la fase de grupos, los octavos de final y la semifinal, y finalmente la selección se proclamó por primera vez en su historia campeona de una Eurocopa.

### Participaciones en fases finales
| Copa                      | Sede    | Resultado    | Partidos | Goles |
| ------------------------- | ------- | ------------ | -------- | ----- |
| Eurocopa 2016             | Francia | Campeón      | 5        | 0     |
| Copa Confederaciones 2017 | Rusia   | Tercer lugar | 5        | 0     |

## Estadísticas

### Clubes
Actualizado al último partido disputado el 27 de abril de 2025.
| Club                       | Div.          | Temporada     | Liga  | Liga  | Liga   | Copas nacionales | Copas nacionales | Copas nacionales | Copas internacionales | Copas internacionales | Copas internacionales | Total | Total | Total  |
| Club                       | Div.          | Temporada     | Part. | Goles | Asist. | Part.            | Goles            | Asist.           | Part.                 | Goles                 | Asist.                | Part. | Goles | Asist. |
| -------------------------- | ------------- | ------------- | ----- | ----- | ------ | ---------------- | ---------------- | ---------------- | --------------------- | --------------------- | --------------------- | ----- | ----- | ------ |
| S. L. Benfica "B" Portugal | 2.ª           | 2012-13       | 9     | 4     | 5      | —                | —                | —                | —                     | —                     | —                     | 9     | 4     | 5      |
| S. L. Benfica "B" Portugal | 2.ª           | 2013-14       | 8     | 4     | 4      | —                | —                | —                | —                     | —                     | —                     | 8     | 4     | 4      |
| S. L. Benfica "B" Portugal | Total club    | Total club    | 17    | 8     | 9      | 0                | 0                | 0                | 0                     | 0                     | 0                     | 17    | 8     | 9      |
| S. L. Benfica Portugal     | 1.ª           | 2012-13       | 7     | 1     | 0      | 6                | 1                | 0                | 5                     | 0                     | 0                     | 18    | 2     | 0      |
| S. L. Benfica Portugal     | 1.ª           | 2013-14       | 7     | 1     | 0      | 7                | 1                | 0                | 9                     | 0                     | 0                     | 23    | 2     | 0      |
| S. L. Benfica Portugal     | Total club    | Total club    | 14    | 2     | 0      | 13               | 2                | 0                | 14                    | 0                     | 0                     | 41    | 4     | 0      |
| Valencia C. F. · España    | 1.ª           | 2014-15       | 33    | 4     | 1      | 4                | 0                | 0                | —                     | —                     | —                     | 37    | 4     | 1      |
| Valencia C. F. · España    | 1.ª           | 2015-16       | 30    | 2     | 4      | 4                | 0                | 2                | 7                     | 2                     | 1                     | 41    | 4     | 7      |
| Valencia C. F. · España    | Total club    | Total club    | 63    | 6     | 5      | 8                | 0                | 2                | 7                     | 2                     | 1                     | 78    | 8     | 8      |
| F. C. Barcelona · España   | 1.ª           | 2016-17       | 30    | 3     | 2      | 9                | 0                | 1                | 8                     | 0                     | 0                     | 47    | 3     | 3      |
| F. C. Barcelona · España   | 1.ª           | 2017-18       | 16    | 0     | 0      | 6                | 0                | 1                | 9                     | 0                     | 0                     | 31    | 0     | 1      |
| F. C. Barcelona · España   | Total club    | Total club    | 46    | 3     | 2      | 15               | 0                | 2                | 17                    | 0                     | 0                     | 78    | 3     | 4      |
| Everton F. C. Inglaterra   | 1.ª           | 2018-19       | 27    | 1     | 1      | 2                | 0                | 1                | —                     | —                     | —                     | 29    | 1     | 2      |
| Everton F. C. Inglaterra   | 1.ª           | 2019-20       | 19    | 0     | 1      | 1                | 0                | 0                | —                     | —                     | —                     | 20    | 0     | 1      |
| Everton F. C. Inglaterra   | 1.ª           | 2020-21       | 28    | 0     | 1      | 4                | 0                | 1                | —                     | —                     | —                     | 32    | 0     | 2      |
| Everton F. C. Inglaterra   | 1.ª           | 2021-22       | 14    | 0     | 1      | 5                | 1                | 1                | —                     | —                     | —                     | 19    | 1     | 2      |
| Lille O. S. C. Francia     | 1.ª           | 2022-23       | 26    | 3     | 2      | 1                | 0                | 0                | —                     | —                     | —                     | 27    | 3     | 2      |
| Everton F. C. Inglaterra   | 1.ª           | 2023-24       | 12    | 1     | 0      | 2                | 1                | 0                | —                     | —                     | —                     | 14    | 2     | 0      |
| Everton F. C. Inglaterra   | Total club    | Total club    | 100   | 2     | 4      | 14               | 2                | 3                | 0                     | 0                     | 0                     | 114   | 4     | 7      |
| Lille O. S. C. Francia     | 1.ª           | 2024-25       | 20    | 0     | 0      | 2                | 1                | 0                | 2                     | 0                     | 0                     | 24    | 1     | 0      |
| Lille O. S. C. Francia     | Total club    | Total club    | 46    | 3     | 2      | 3                | 1                | 0                | 2                     | 0                     | 0                     | 51    | 4     | 2      |
| Total carrera              | Total carrera | Total carrera | 286   | 24    | 22     | 53               | 5                | 7                | 40                    | 2                     | 1                     | 379   | 31    | 30     |

## Palmarés

### Campeonatos nacionales
| Título                      | Club            | País     | Año  |
| --------------------------- | --------------- | -------- | ---- |
| Primeira Liga               | S. L. Benfica   | Portugal | 2014 |
| Copa de la Liga de Portugal | S. L. Benfica   | Portugal | 2014 |
| Copa de Portugal            | S. L. Benfica   | Portugal | 2014 |
| Supercopa de España         | F. C. Barcelona | España   | 2016 |
| Copa del Rey                | F. C. Barcelona | España   | 2017 |
| Primera División de España  | F. C. Barcelona | España   | 2018 |
| Copa del Rey                | F. C. Barcelona | España   | 2018 |

### Campeonatos internacionales
| Título   | Club (*) | Sede    | Año  |
| -------- | -------- | ------- | ---- |
| Eurocopa | Portugal | Francia | 2016 |

(*) Incluyendo la selección.